# Pigeon des villes

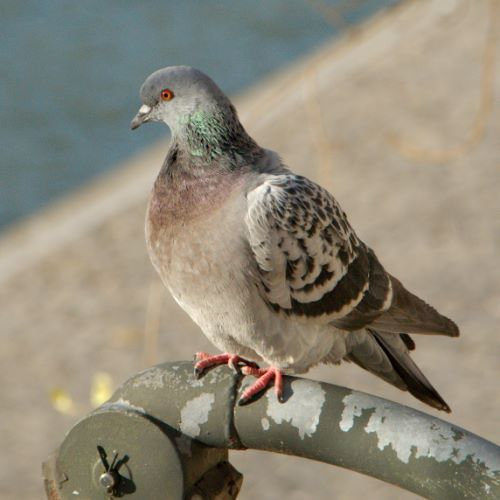
Un pigeon biset perché dans une rue de Paris.

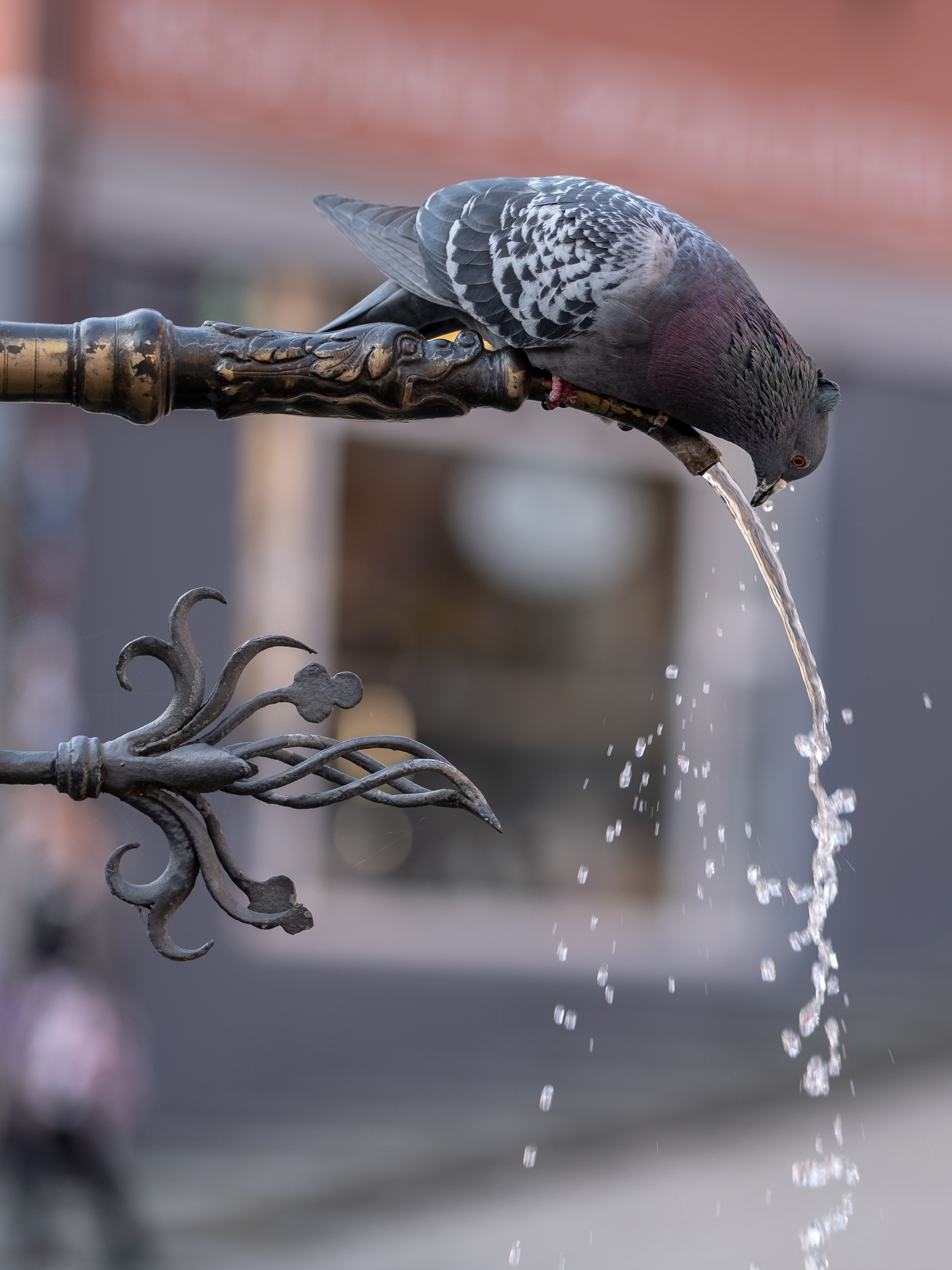
Pigeon biset se désaltérant à la fontaine de Neptune à Tübingen (Allemagne).

Les pigeons des villes sont des pigeons issus essentiellement du pigeon domestique (de l'espèce pigeon biset), qui ont colonisé les villes par phénomène de marronnage.
Ils y sont des hôtes caractéristiques, et leurs populations denses et sédentarisées posent parfois des enjeux de cohabitation avec les humains. Commensal de l'humain, il doit depuis quelques décennies affronter la concurrence croissante des étourneaux sansonnets et des laridés (mouettes, goélands…) qui ne partagent cependant pas tout à fait sa niche écologique.
Les pigeons bisets des villes sont issus de pigeonniers militaires, seigneuriaux ou d'abbayes, et d'élevages amateurs, en particulier de pigeons voyageurs.

## Espèces

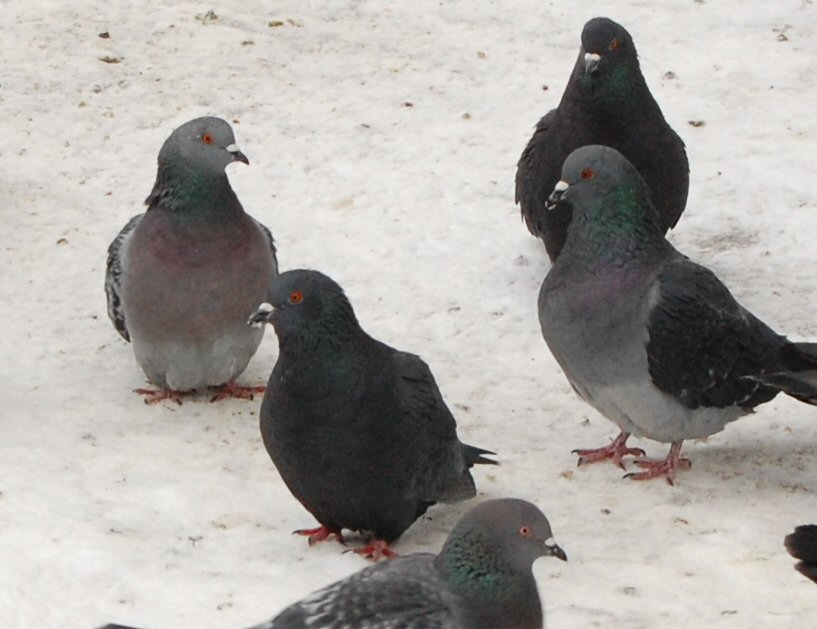
Adaptation du pigeon au froid à Montréal (Canada).

Les pigeons de ville sont pour la plupart des pigeons bisets, (90 % à Paris) les autres espèces étant le pigeon ramier (9 %) et le pigeon colombin (1 %).
Les pigeons bisets nichent dans des cavités de bâtiments. Leurs populations sont dans certaines villes issues principalement voire presque exclusivement d'animaux d'élevage ayant échappé au contrôle de l'homme (phénomène de marronnage). Ceci est mis en évidence par leurs phénotypes variés qui reflètent fréquemment des caractères sélectionnés chez certaines races domestiques (coloris blanc, roux, pigeon cravaté…). Dans certaines villes les sujets au phénotype tout à fait sauvage sont plus fréquents.
Les autres espèces proches (appartenant toutes au genre Columba) sont, elles, issues de populations sauvages qui ont colonisé le milieu urbain.
Le pigeon colombin, très ressemblant, se distingue à son plumage plus terne et à son œil noir.
Le pigeon ramier, de plus grande taille et orné d'un collier blanc, niche dans les arbres des parcs et jardins, mais aussi parfois dans les pots de fleurs et jardinières posés sous les fenêtres.

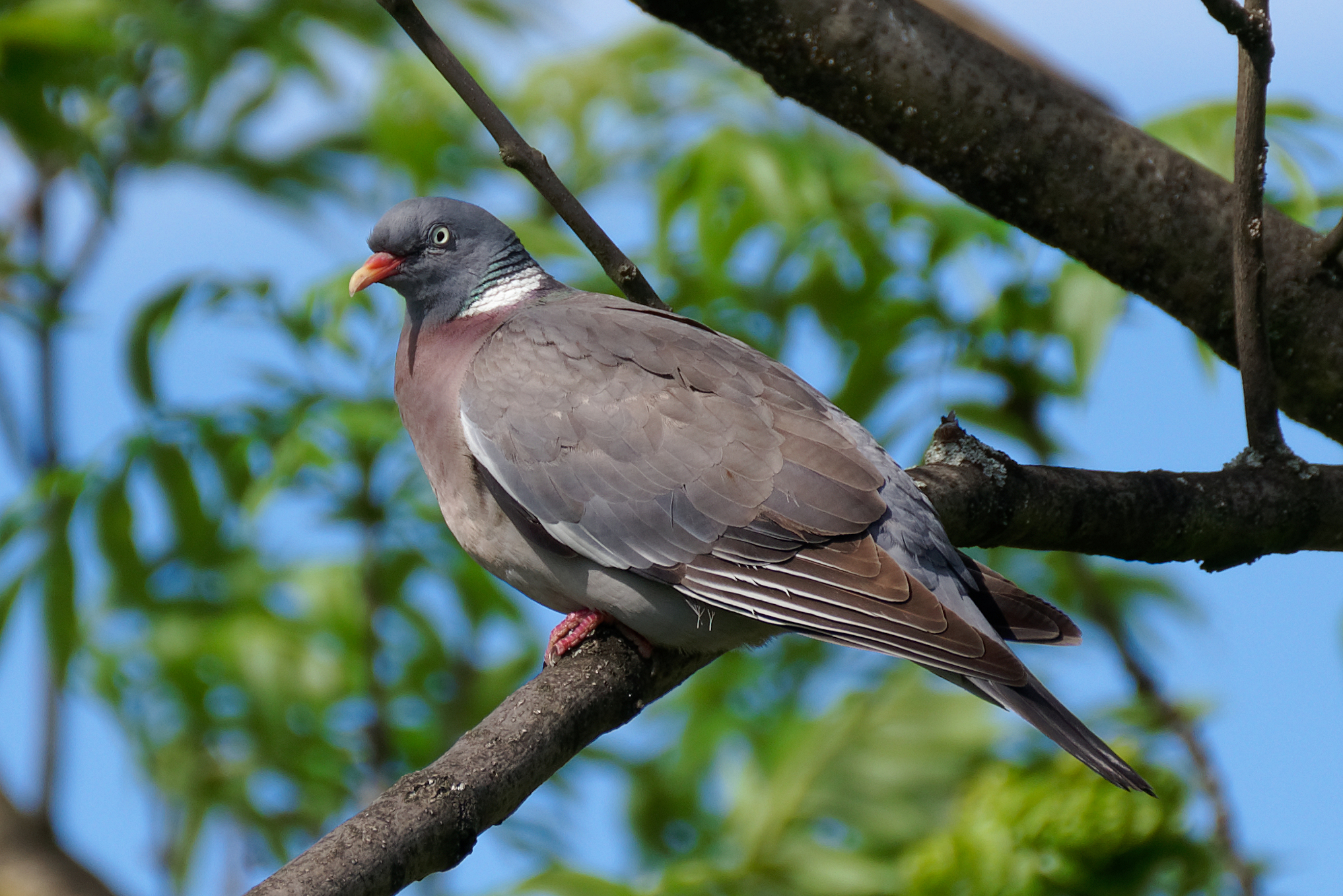
Pigeon ramier.
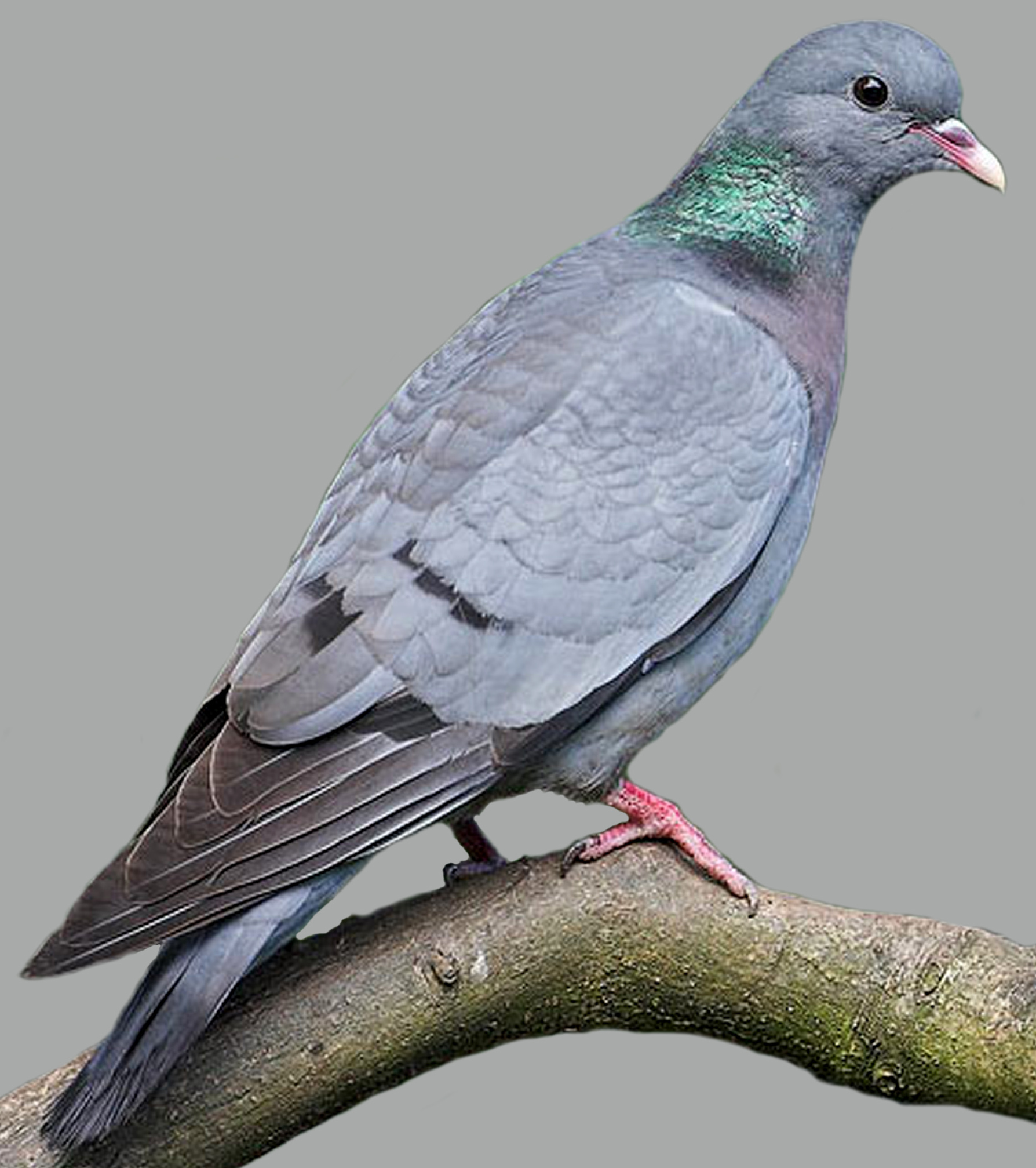
Pigeon colombin.
Pigeon biset.

## Perception par les citadins
Les pigeons de ville sont diversement appréciés. Leur présence ancienne fait qu'ils font souvent partie de la tradition d'un lieu, comme la place Saint-Marc à Venise. Un certain nombre d'habitants y sont attachés, prennent plaisir à les nourrir ou à les observer, tandis que d'autres développent une aversion voire une phobie à leur égard. Il est parfois surnommé « rat du ciel » dans certaines grandes villes de France.

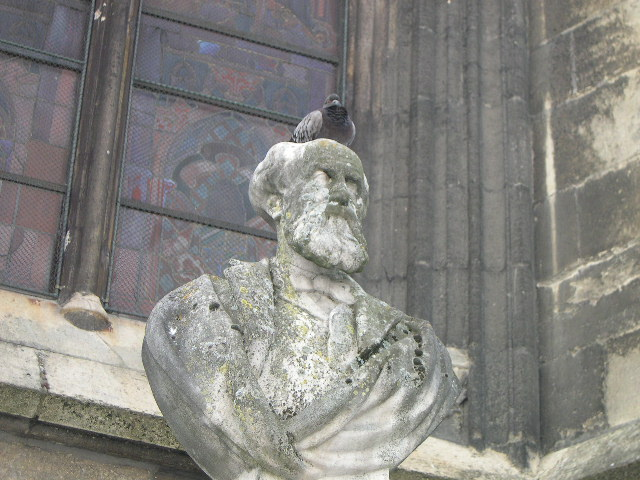
Pigeon et fientes sur buste à Bordeaux.
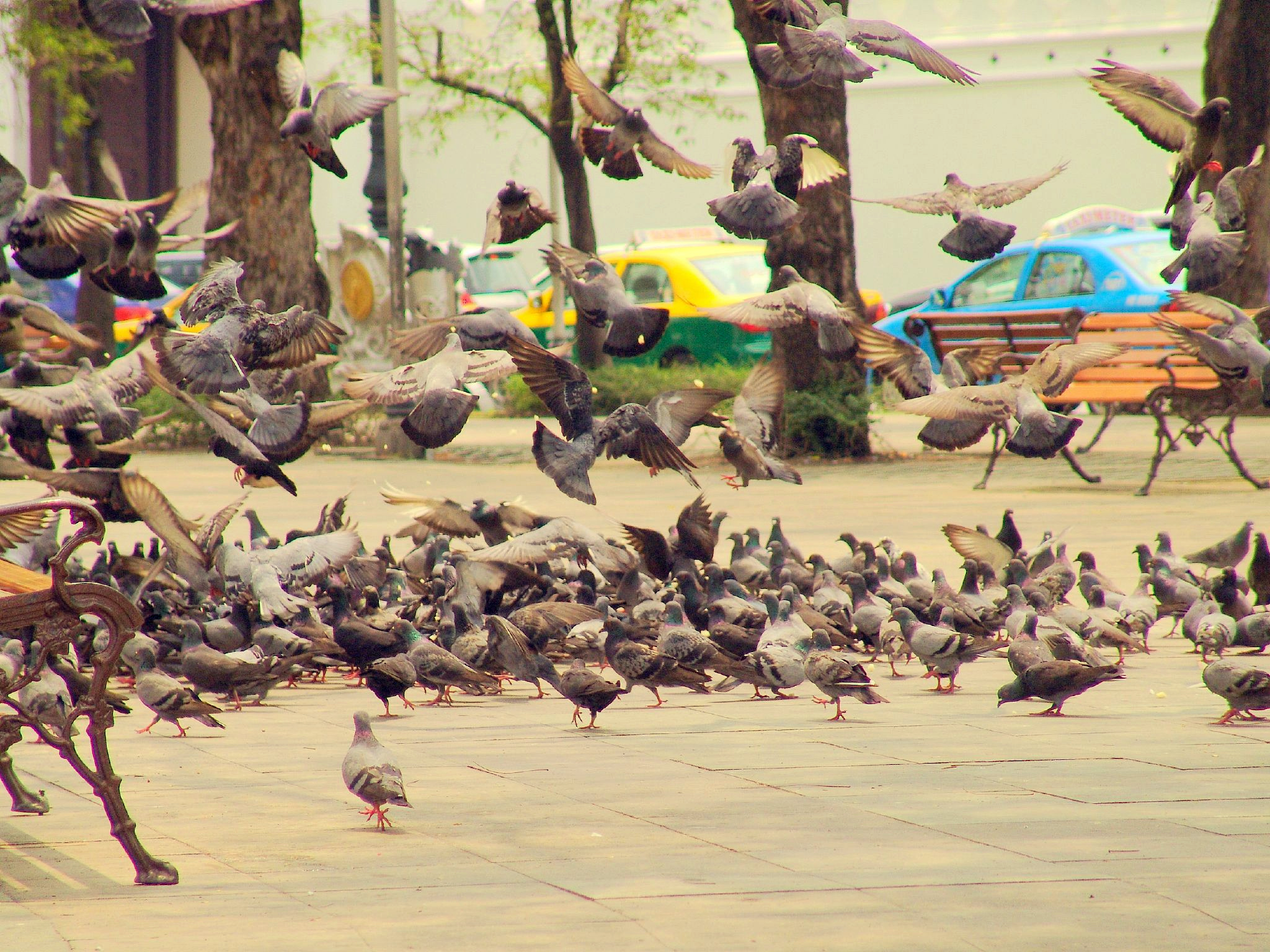
Pigeons de ville à Bangkok en zone à risque de grippe aviaire depuis 2003.
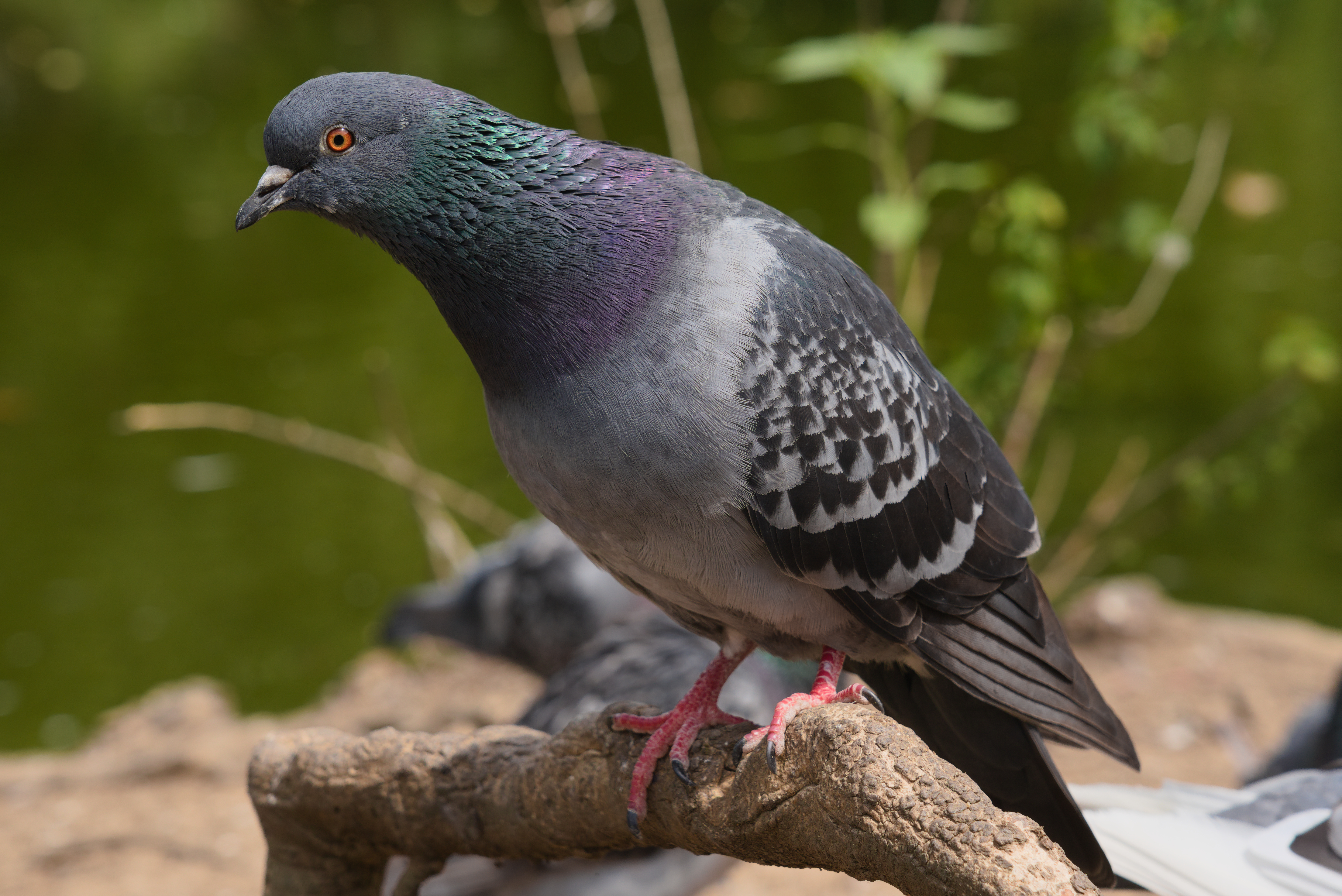
Pigeon biset en ville à Waterlow Park, Londres. Juillet 2022.
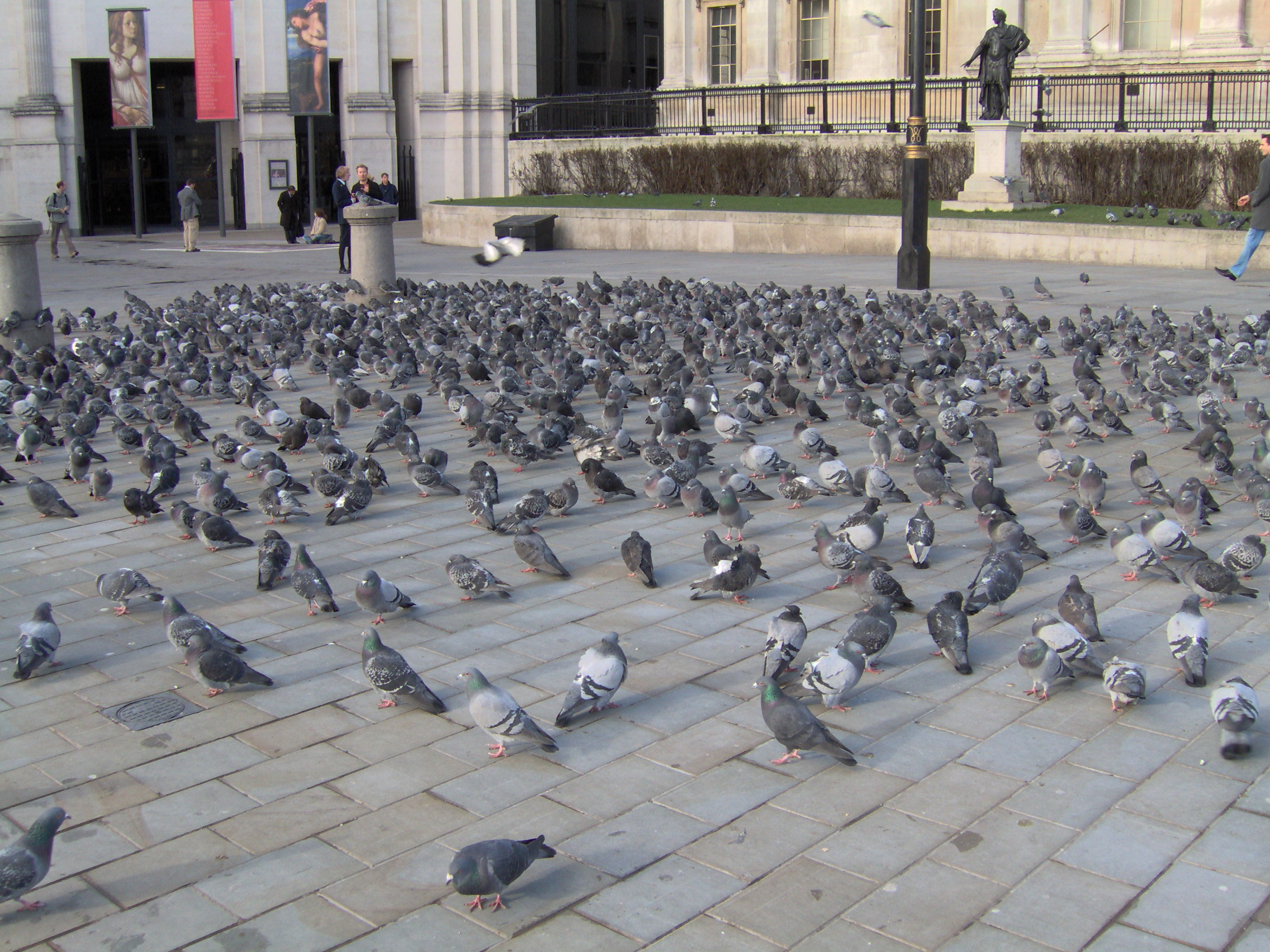
Trafalgar Square à Londres peut accueillir jusqu’à 35 000 pigeons biset à la fois

La montée du risque pandémique lié au virus H5N1 de la grippe aviaire de 2003 à 2006 a justifié dans de nombreux pays une interdiction de nourrir les pigeons. En Indonésie, après des épisodes de mortalité de pigeons, certains groupes de pigeons ont été abattus et brûlés. Sachant qu'un oiseau grippé est contaminant par son mucus, ses excréments et son sang, les tirer au fusil était la pire des solutions (les piéger, ou les endormir avec des appâts traités aurait été préférable). En France, un arrêté ministériel du 24 octobre 2005 a interdit les rassemblements d'oiseaux sur les foires, marchés et expositions et l'organisation d'événements où on les laisse voler en liberté ; des dérogations pour les pigeons voyageurs ont été ajoutées en 2006.

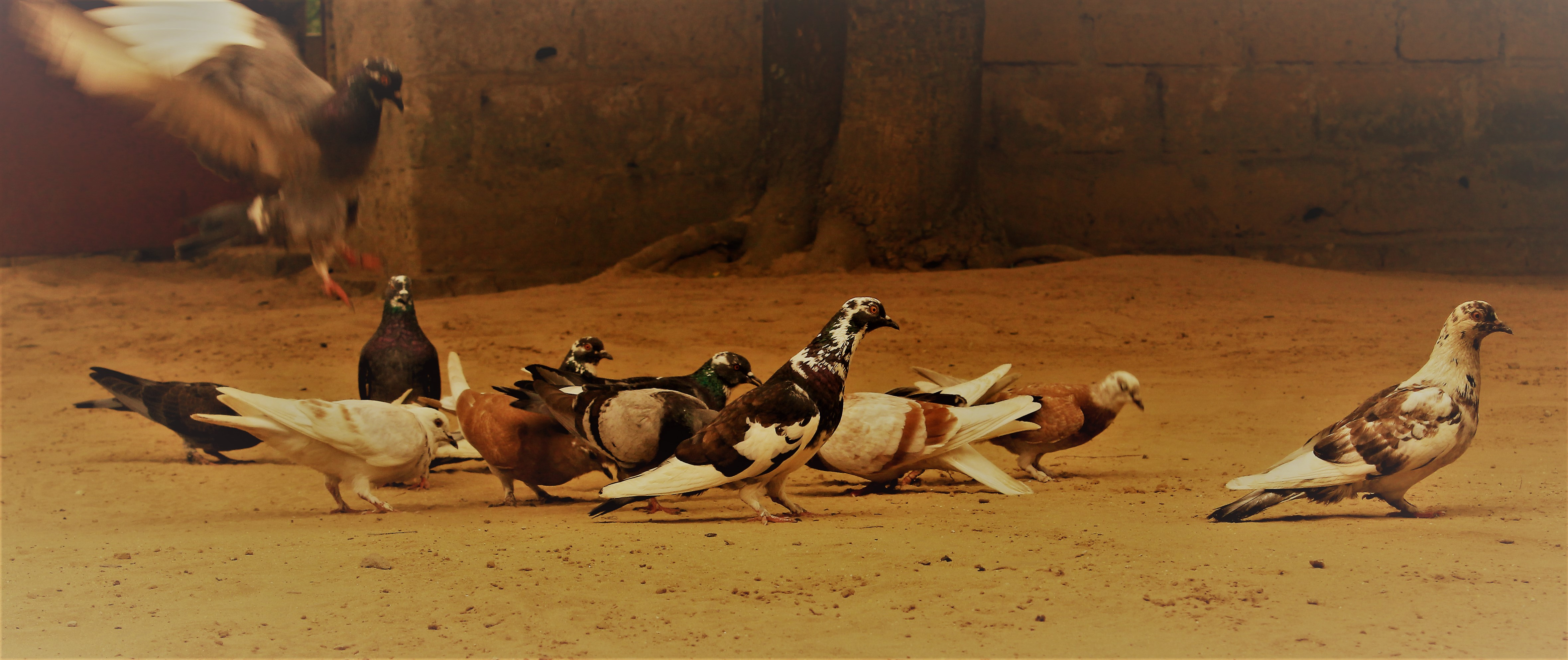
Pigeons en République démocratique du Congo. Aout 2022.

Certaines métropoles interdisent de nourrir les pigeons, sauf en cas d'élevage.

## Nuisances
Le pigeon de ville est principalement le biset, est responsable de nombreux maux et nuisances :
- émission de fientes (odeurs) et de particules allergènes ;
- transport de maladies (bactéries, parasites, virus)[4], pas de transmission à l'être humain hormis allergies[5].
- leurs nids sont réputés pour attirer rats et insectes, lesquels pourraient également transmettre des maladies ;
- nuisances sonores sur les toits des habitations ;
- dégradation des monuments par l'acidité des fientes et la salissure.

Cependant, le nombre de pigeons semble être largement surestimé par certaines sources. Alors que certains estiment qu'il y aurait 80 000 ou 100 000 pigeons de Paris (dont 90 % de pigeons bisets, soit au moins 72 000 individus), la ville de Paris elle-même affirme qu'il y en a environ 3 fois moins (23 000 pigeons bisets), selon un sondage de 2016-2017.

### Régulation de la population
Les scientifiques et les associations écologistes promeuvent la stabilisation des populations par les pigeonniers contraceptifs (les œufs sont stérilisés de manière douce pour garder les parents sur place). Cela a l'avantage de combiner le respect animal et l'efficacité en maintenant des colonies modérées dans chaque espace.
Diverses méthodes de régulation de sa population ou dépigeonisation, sont utilisées en ville :
- réduction de la quantité de nourriture apportée : interdiction de nourrissage ;
- empoisonnement ;
- chasse, piégeage au filet ou dans des cages, puis, si encore vivant, gazés dans des caissons de CO2[8] ;
- introduction ou protection de rapaces, fauconnerie (effarouchement) ;
- mise en place de pigeonniers contraceptifs, dans lesquels il est plus facile d'attirer les pigeons et d'en contrôler la natalité et la santé ;
- stérilisation de pigeons, via chirurgie vétérinaire ou chimique avec de la nourriture.
- enlèvement des œufs de pigeonniers.

## Contaminations par les polluants
C'est une population qui en ville est contaminée par divers polluants dont le plomb, le cadmium et le zinc, d'autant plus qu'ils sont âgés (de manière générale) ; en 1980 des chercheurs ont comparé trois populations de pigeons londoniens sauvages vivant sur un transect allant du rural périurbain au centre-ville, pour leur teneur de plumes et os en plomb et cadmium ; leurs taux de plomb était d'autant plus élevé qu'ils vivaient à proximité du centre-ville (avec un taux de plomb osseux plus élevé chez les femelles que chez les mâles). Le taux de cadmium était plus élevé en centre-ville qu'en banlieue, mais les pigeons vivant hors de Londres, autour de l'aéroport de Heathrow étaient aussi très contaminés (à cause des aéronefs supposent les auteurs). La contamination se fait via la nourriture quand les oiseaux mangent ou boivent au sol, alors exposés à la pollution routière et des eaux de ruissellement parfois bues par les pigeons. La toxicité de ces deux métaux pourrait être partiellement inhibée par un autre contaminant urbain : le zinc qui peut jouer un rôle antagoniste. Les auteurs de cette étude attirent alors l'attention sur les concentrations élevées de plomb mesurées chez ces pigeons, qui était en accord avec le taux de plomb de leur bol alimentaire ; ce qui pose la question du danger que présentait ce plomb pour les enfants ingérant de la poussière urbaine dans ces mêmes zones ; ils suggèrent d'utiliser le pigeon sauvage comme bioindicateur de contamination urbaine par le plomb urbain, et comme modèle pour la toxicité chronique du plomb, idée reprise en 1987 par Drascc & al.
En 2012, la mesure des taux de métaux lourds des plumes des pigeons confirme qu'ils sont dans les conurbations géographiquement peu mobiles.
En 2016, bien après l'interdiction du plomb dans l'essence aux États-Unis, une autre étude s'est basée sur la plombémie de 825 pigeons (choisis parce que visiblement malades ou anormalement différents) mesurée durant cinq ans dans divers quartiers de New York ; il s'agissait notamment de tester l'intérêt d'utiliser le pigeon biset comme bioindicateur de pollution et d'exposition des enfants au plomb à New York. Les plombémies étaient élevées et préoccupantes chez la totalité de ces pigeons, elle ne différait pas significativement selon les années mais présente un pic en été chaque année. Selon les quartiers, elle variait de 12 μg/dl (Central/South Bronx) à près du double dans certains quartiers (Soho/Greenwich Village et Lower Manhattan/Lower East Side). Dans l'île de Manhattan la plombémie des pigeons était effectivement corrélée à la plombémie de ceux des enfants vivant dans les mêmes quartiers et atteint de saturnisme (dont le sang contient plus de dix microgrammes de plomb par décilitre de sang). Cette étude a aussi confirmé que le sang du pigeon est le plus contaminé par le plomb en été (probablement à cause de la remise en suspension de poussières dans l'air sec), phénomène qui avait précisément déjà été constaté par deux études, en 2002 puis 2004 chez les enfants, ; ce qui devrait inciter les parents à plus de vigilance pour leurs enfants. Les auteurs ont conclu que le biset pouvait être utilisé comme bioindicateur et qu'il pourrait ainsi permettre d'améliorer les stratégies de lutte contre le saturnisme infantile.